# Johan van Oldenbarnevelt

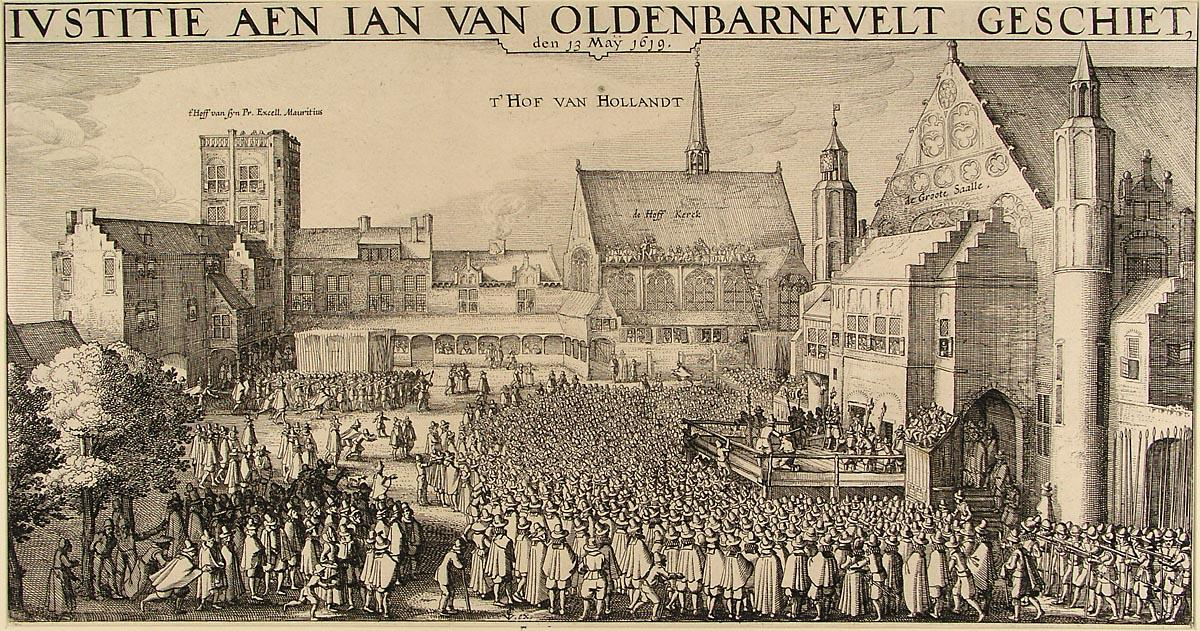
Ścięcie van Oldenbarnevelta w Hadze

Johan van Oldenbarnevelt (ur. 14 września 1547 w Amersfoort, zm. 13 maja 1619 w Hadze) – holenderski polityk, landsadvocaat, który odegrał znaczącą rolę w uzyskaniu przez Holandię niezależności od Hiszpanii.
Oldenbarnevelt studiował prawo w Louvain a następnie w Bourges i w Heidelbergu. Później odbył podróże zagraniczne do Francji i Włoch. Następnie osiedlił się na stałe w Hadze. Był umiarkowanym kalwinem i doradcą Wilhelma Cichego w jego walce przeciwko Hiszpanom.
Razem z Maurycym Orańskim sukcesywnie kontynuował wojnę z Hiszpanią  w Holandii. Ich działalność przyniosła sukces Holandii. Jednak wkrótce doszło między nimi do otwartego konfliktu. 
Van Oldenbarnevelt w 1609 wbrew radzie księcia Maurycego Orańskiego zdecydował się podpisać 12-letni rozejm z Hiszpanią. Gdy walka pomiędzy van Oldenbarneveltem a Maurycym osiągnęła punkt kulminacyjny – landsadvocaat został aresztowany, skazany i ścięty 13 maja 1619 pomimo licznych próśb o łaskę. Nazwę urzędu przemianowano na wielkiego pensjonariusza Holandii.